# Șura-Bondurivska, Haisîn
Șura-Bondurivska (în ucraineană Шура-Бондурівська) este un sat în comuna Bonduri din raionul Haisîn, regiunea Vinnița, Ucraina.

## Demografie
Componența lingvistică a localității Șura-Bondurivska
     Ucraineană (98,33%)
     Rusă (1,67%)
Conform recensământului din 2001, majoritatea populației localității Șura-Bondurivska era vorbitoare de ucraineană (98,33%), existând în minoritate și vorbitori de rusă (1,67%).